# Giovanni Ribisi
Giovanni Ribisi (17. prosinca 1974.) američki glumac, koji često tumači cinične i prkosne likove, s pozitivnim ili negativnim nabojem. Ribisi je scijentolog

## Životopis
Počeo je glumiti s 9 godina u TV filmu Still the Beaver, sljedećih se godina pojavio u jednoj do 3 epizode nekoliko serija (2 epizode u Bračnima vodama - 1987. i 1989. godine), Walker, Texas Ranger (2 epizode 1994. godine), te se do 2000. godine pojavio u 40-ak pretežno televizijskih produkcija (odskaču samo "Poštar" uz Kevina Costnera 1997. godine i Spašavanje vojnika Ryana 1998. godine gdje je glumio sporednu ulogu T-5 bolničara Irwina Wadea).
Prva glavna muška uloga došla je 2000. godina u filmu "Vruća linija" (Boiler Room) uz Vina Diesela (Planet tame - 2000. godina), gdje je glumio mladog propaliteta Setha Davisa, koji u kući nasljeđenoj od djeda i bake organizira ilegalnu kockarnice za klince iz susjedstva i tako lijepo zarađuje, da bi u želji za dokazivanjem ocu počeo raditi u brokerskoj tvrtci koja zapravo trguje lažnim dionicama (tj. dionice su prave, ali potražnja za njima i njihov tečaj je umjetno stvoren u cilju prevare građana direktnom telefonskom prodajom).
Iste godine glumi još u dva filma: "Nestali u 60 sekundi" (vizualno dojmljiv film s Nicolasom Cageom i Angelinom Jolie u glavnim ulogama, ali ništa više od toga), te "Dar" (za koji je dobio dvije nominacije, Saturn i Independent Spirit Award).
2001. i 2002. godina prošle su relativno tiho, According to Spencer nitko nije primijetio (4.4 na IMDb-u), za ulogu u filmu Heaven Krzysztofa Kieslowskog nagrađen je na Pulskom filmskom festivalu.
Zato se 2003. pojavljuje u tri filma koja su privukla pozornost: u Izgubljenima u prijevodu glumi neprisutnog dečka mlade ljepotice Scarlett Johansson, u Ubojitim namjerama (Basic) Johna McTiernana glumi uz vukove Travoltu i Samuela L. Jacksona, ne treba zaboraviti ni nastup u Studengori, u ulozi karakterističnoj za Ribisija - živi sa ženom i njene 3 "sestre", te odaje dezertere iz južnjačke vojske tijekom Američkog građanskog rata za novac. 
Sljedećih 5 godina je opet mirno (2004. se može spomenuti Sky Captain and the World of Tomorrow i Flight of the Phoenix), te se 2009. pojavljuje u ZF spektaklu Jamesa Camerona Avatar, opet u karakterističnoj ulozi tvrtkinog čovjeka koji bez previše grižnje savjesti izdaje naređenje za "humano preseljenje" Na'vi-ja iz njihovog doma.

## Izabrana filmografija
- "Poštar" (The Postman - 1997.)
- Lost Highway 1997.
- Spašavanje vojnika Ryana (Saving Private Ryan - 1998.)
- "Vruća linija" (Boiler Room - 2000.)
- "Nestali u 60 sekundi" (Gone In 60 Seconds - 2000.)
- "Dar" (The Gift - 2000.)
- According to Spencer 2001.
- Heaven 2002.
- Izgubljeni u prijevodu 2003.
- "Ubojite namjere" (Basic - 2003.)
- Studengora (Cold mountain 2003.)
- "Gospodar neba i svijet sutrašnjice" (Sky Captain and the World of Tomorrow - 2004.)
- "Pheonixov let" (Flight of the Phoenix - 2004.)
- The Big White 2005.
- The Dead Girl 2006.
- "Savršeni stranac" (Perfect Stranger - 2007.)
- Spirit of the Forest 2008.
- Public Enemies 2009.
- Avatar 2009.
- Middle Men 2009.

## Vanjske poveznice
- Giovanni Ribisi u internetskoj bazi filmova IMDb-u (engl.)